# Немачки ловачки асови у Другом светском рату
Током Другог светског рата пилоти немачких ловаца обарали су убедљиво највише непријатељских авиона. Чак петнест пилота ловаца оборило је преко 200 противничких авиона, а међу њима двојица су постигла преко 300 ваздушних победа. У поређењу са савезничким пилотима од који је најуспешнији био руски пилот Иван Кожедуб са 62 признате ваздушне победе, а код западних савезника мајор Ричард Бонг који је оборио 40 јапанских авиона, резултати немачких пилота делују невероватно.
Постоји више теорија које комбинацијом различитих фактора покушавају да објасне овакав успех немачких пилота. Најпопуларнија је свакако она теорија по којој су немачки пилоти ловци остваривали овако велики број победа у сукобу са мање искусним и лошије опремљеним ратним ваздухопловствима. У прилог овој теорији иде и чињеница да је првог дана Операције Барбароса на земљи и у ваздуху уништено око 1.200 совјетских авиона. Такође, најуспешнији немачки ловачки ас Ерих Хартман је од укупно 352 ваздушне победе 345 постигао над руским пилотима. Чињеница је да су се на Источном фронту ваздушне борбе одвијале у близини линије фронта што је омогућавало немачким пилотима да дневно изврше 2 до 3 борбена лета. Међутим, неки од најпознатијих немачких ловачких асова као што су Ханс Јоахим Марсеј, Хајнц Волфганг Шнауфер, Адолф Галанд и др. највећи број својих ваздушних победа остварили су на другим фронтовима. Ханс Јоахим Марсеј је највећи део од 158 признатих ваздушних победа постигао над британским и јужноафричким пилотима у северној Африци док је Хајнц Волфганг Шнауфер, ноћни ловац познатији под надимком „Поноћна авет“ све своје ваздушне победе, укупно 121 постигао против британских бомбардера. Адолф Галанд је од 103 ваздушне победе, 97 постигао током Битке за Британију. 
Друга, такође веома заступљена теорија објашњава успех немачких пилота-ловаца дужином њихове каријере. Наиме, савезнички пилоти, углавом амерички, имали су рок службе након којег би се вратили у земљу и били рапоређени у јединице за обуку или за тестирање нових типова авиона. Наравно, било је и случајева у којима је њихов рок службе продужаван, али су они били изузетно ретки. За разлику од њих, немачки пилоти су непрекидно учествовали у борбама све до краја рата. Међутим, ни овај аргумент није довољан да у потпуности објасни успешност немачких пилота ловаца. Иако нису имали рок службе, немачки ловачки асови су постизали велики број победа у изузетно кратком року, понекад и 10 на дан. Адолф Галанд је од 103 признате ваздушне победе, 97 постигао током Битке за Британију након које га је Геринг повукао из борбене јединице и поставио за Команданта ловачке авијације. Други чувени немачки ловачки ас Ханс Јоахим Марсеј је 151 од укупно 158 ваздушних победа остварио у периоду од априла 1941. године до 30. септембра 1942. године када је погинуо услед квара на мотору свог Месершмита.
Свака од наведених теорија је донекле тачна, али све оне заједно не могу дати конкретно објашњење за невероватан број ваздушних победа. Можда право објашњење за то лежи у немачкој дисциплини и невероватном фанатизму и упорности са којом су се немачки пилоти ловци борили до самог краја рата. У сваком случају и поред везивања њихових имена за један од намрачнијих режима у историји људског рода они ће остати запамћени у историји ваздухопловства по својој вештини и храбрости.

## Списак немачких ловачких асова у Другом светском рату

### Преко 300
- Ерих Хартман, 352 ваздушне победе
- Герхард Баркхорн, 301 ваздушна победа

### Преко 200
- Гинтер Рал, 275 ваздушних победа
- Ото Китл, 267 ваздушних победа
- Валтер Новотни, 258 ваздушних победа
- Вилхелм Бац, 237 ваздушних победа
- Ерих Рудорфер, 224 ваздушне победе
- Хајнц Бар, 221 ваздушних победа
- Херман Граф, 212 ваздушних победа
- Хајнрих Ехрлер, 208 ваздушних победа
- Теодор Вајсенбергер, 208 ваздушних победа
- Ханс Плип, 206 ваздушних победа
- Валтер Шук, 206 ваздушних победа
- Антон Хафнер, 204 ваздушне победе
- Хелмут Липферт, 203 ваздушне победе

### Испод 200
- Валтер Крупински, 197 ваздушних победа
- Антон Хакл, 192 ваздушне победе
- Јоахим Брендел, 189 ваздушних победа
- Макс Штоц, 189 ваздушних победа
- Јоахим Киршнер, 188 ваздушних победа
- Курт Брандл, 180 ваздушних победа
- Гинтер Јостен, 178 ваздушних победа
- Јоханес Штајнхоф, 178 ваздушних победа
- Ернст-Вилхелм Раинерт, 174 ваздушних победа
- Гинтер Шук, 174 ваздушне победе
- Хајнц Шмит, 173 ваздушне победе
- Емил Ланг, 173 ваздушне победе (18 у једном дану)
- Хорст Адемајт, 166 ваздушних победа
- Волф-Дитрих Вилке, 162 ваздушне победе
- Ханс Јоахим Марсеј, 158 ваздушних победа
- Хајнрих Штурм, 158 ваздушних победа
- Герхард Тибен 157 ваздушних победа
- Ханс Бајсвингер 152 ваздушне победе
- Петер Дитман 152 ваздушне победе
- Гордон Голоб, 150 ваздушних победа
- Фриц Тегтмајер 146 ваздушних победа
- Албин Волф, 144 ваздушне победе
- Хајнц Волфганг Шнауфер, 121 ваздушна победа
- Вернер Молдерс, 115 ваздушних победа (14 у Шпанском грађанском рату)
- Хелмут Лент, 110 ваздушних победа
- Адолф Галанд, 103 ваздушне победе
- Хелмут Вик, 56 ваздушних победа
- Вилхелм Балтазар, 47 ваздушних победа (7 у Шпанском грађанском рату)